# Baskakeren

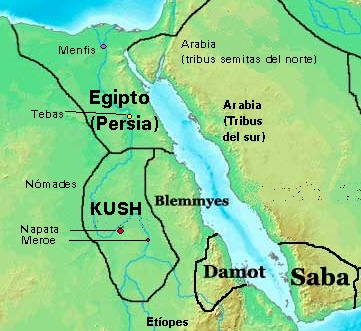
Mapa de Kush, 400 a. C.

Baskakeren fue Rey de Kush (Nubia) en los años 405 a. C. - 404 a. C. del llamado período Napata.

## Biografía
Segundo hijo del rey Malewiebamani (quien había reinado entre 463 y 435 a. C.) y Ajrasan, asumió el trono a la muerte de su hermano mayor, el rey Aman-nete-yerike (Nefer-ka-ra), quién tras haber reinado entre 431 y 405 a. C., había muerto a la avanzada edad de 66 años. Entre los nubios los reyes eran sucedidos por sus hermanos y sólo extinguida esa generación la corona pasaba a la siguiente.
Aman-nete-yerike debió enfrentar constantes rebeliones de los nómadas Meded y había apoyado activamente la rebelión que estalló alrededor de 414 a. C. en el Alto Egipto contra la dominación persa. Su hermano siguiendo la tradición es probable que haya estado asociado al trono, aunque es posible que el comandante del ejército ya haya sido para esos momentos el hijo de Aman-nete-yerike, Harsiyotef.

Mapa de Napata.

Durante su breve reinado se produjo finalmente la caída del dominio persa, cuando aprovechando la muerte del Rey Darío II y un consiguiente alzamiento en Media los rebeldes consiguieron triunfar, poniendo fin a la primera ocupación (Dinastía XXVII) y dando origen a la Dinastía XXVIII del faraón Amirteo.
Probablemente buena parte de su reinado se haya consumido sólo en el complejo protocolo de viajes, procesiones y ceremonias destinados a legitimar la coronación y obtener la bendición de Amón.
Murió en el año 404 a. C. y como era todavía tradición, fue enterrado en la necrópolis de Nuri. Su pirámide, es la catalogada como n.º 17. Es relativamente pequeña, de 12,30 m de lado. Se trata de una pirámide construida con bloques de arenisca y rodeada por un muro en muy mal estado de conservación. Por una escalera de 32 escalones se accedía a las dos habitaciones de su cámara mortuoria. Ambas están cubiertas de enlucido blanco y en la primera se conserva algo de pintura, un disco solar con alas. Se conserva en Jartum una estela con su nombre.
A su muerte asumió, dando un salto generacional, Harsiyotef (404-369 a. C.).

## Titulatura

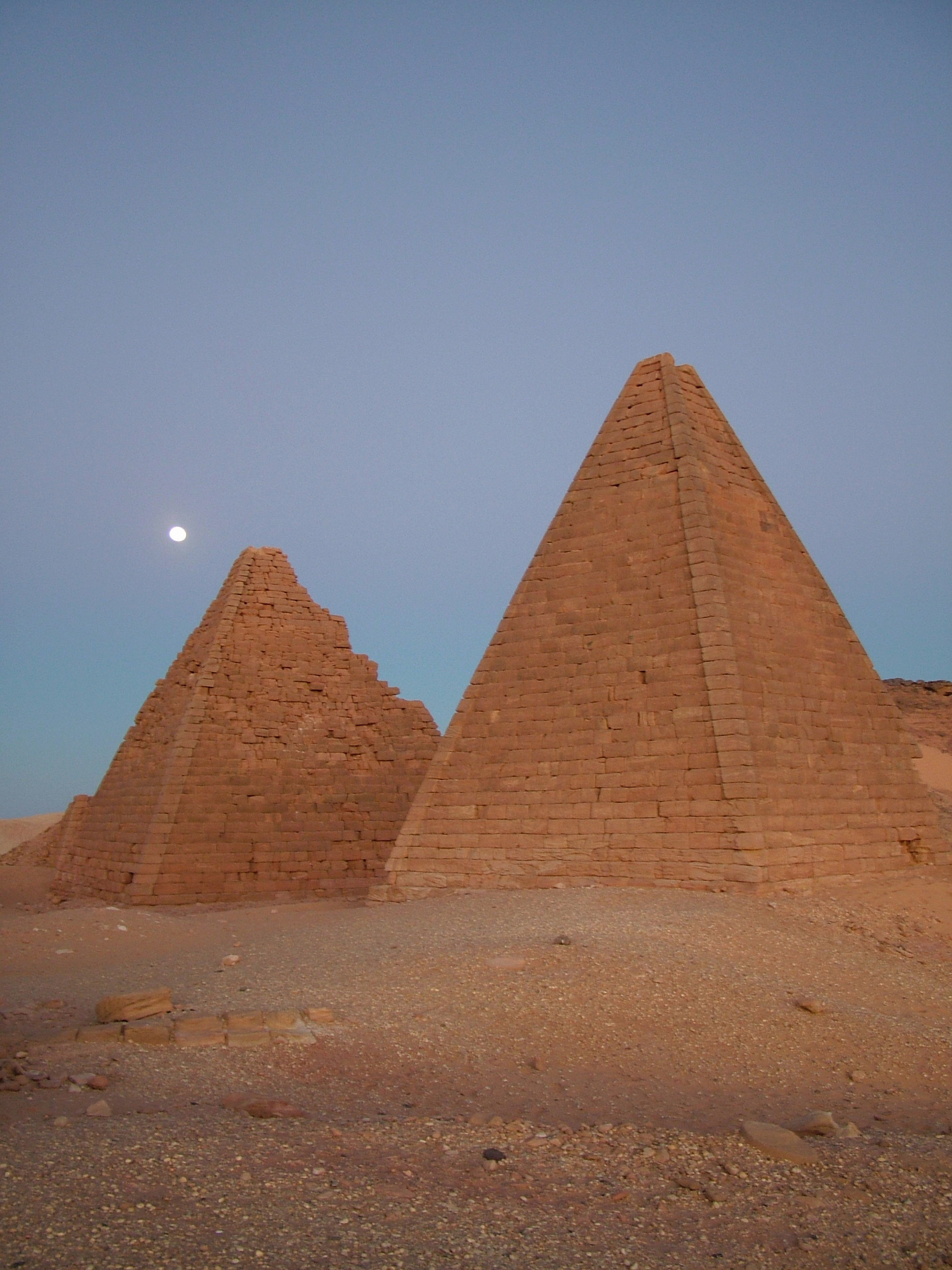
Pirámides de Barkal.

| Titulatura | Jeroglífico | Transliteración (transcripción) - traducción - (referencias) |

| E10 · z | kA · Z1 | nb · r | M22 | M22 |

| E10 · z | kA · Z1 | nb · r | M22 | M22 |

| E10 · z | kA · Z1 | nb · r | M22 | M22 |

| E10 · z | kA · Z1 | nb · r | M22 | M22 |

| E10 · z | kA · Z1 | nb · r | M22 | M22 |

| E10 · z | kA · Z1 | nb · r | M22 | M22 |

| E10 · z | kA · Z1 | nb · r | M22 | M22 |

| E10 · z | kA · Z1 | nb · r | M22 | M22 |

| E10 · z | kA · Z1 | nb · r | M22 | M22 |

| E10 · z | kA · Z1 | nb · r | M22 | M22 |

| E10 · z | kA · Z1 | nb · r | M22 | M22 |

| E10 · z | kA · Z1 | nb · r | M22 | M22 |

| E10 · z | kA · Z1 | nb · r | M22 | M22 |

| E10 · z | kA · Z1 | nb · r | M22 | M22 |

| E10 · z | kA · Z1 | nb · r | M22 | M22 |

| E10 · z | kA · Z1 | nb · r | M22 | M22 |